# Sistem petih kraljestev
Sistem petih kraljestev je sistem biološke sistematike, ki ga je leta 1969 predlagal Robert Whittaker.
Vse organizme je razdelil na 5 kraljestev:
- Cepljivke

- Modrozelene cepljivke
- Bakterije

- Enoceličarji

- Evglenofiti
- Pirofiti
- Krizofiti
- Trosovci
- Živalski bičkarji
- Migetalkarji
- Korenonožci

- Rastline

- Zelene alge
- Rdeče alge
- Parožnice
- Rjave alge
- Mahovi
- Brstnice

- Glive

- Oomicete
- Zaprtotrosnice
- Prostotrosnice
- Zigomicete

- Živali

- Ploski črvi
- Valjasti črvi
- Spužve
- Mehkužci
- Členonožci
- Strunarji
- Iglokožci